# Dietrich von Portitz

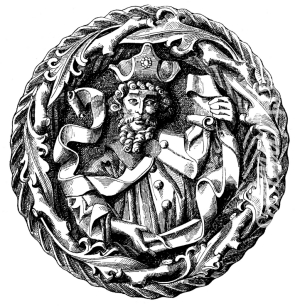
Dietrich Kagelwit

Dietrich von Portitz oder Dietrich Kagelwit, oder Dietrich von Kugelweit (* um 1300 in Stendal; † 17. Dezember 1367) war oberster Kanzler im Königreich Böhmen und von 1361 bis 1367 Erzbischof von Magdeburg.

## Leben und Wirken

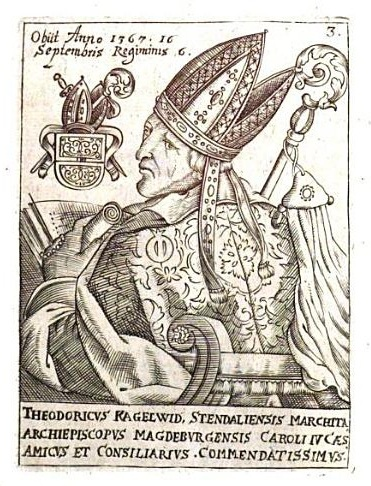
Bildnis Dietrich Kagelwit nach Martin Friedrich Seidels Bilder-Sammlung

Dietrich war der Sohn eines Gewandmachers in Stendal. Er stammte aus der später in den Adelsstand getretenen altmärkischen Familie von Portitz. Zunächst besuchte er die Domschule in Stendal, trat in den Zisterzienserorden ein und leistete das Mönchsgelübde im Kloster Lehnin. Das Kloster war in wirtschaftlichen Schwierigkeiten, die von Dietrich mit großem Geschick gelöst wurden. Seine Tüchtigkeit war Empfehlung für Bischof Ludwig von Brandenburg, der ihn 1329 als Protonotar anstellte und später zum Offizial und Hofmeister beförderte. Portitz war von 1346 bis 1347 Weihbischof in Brandenburg. Als Bischof Ludwig starb, bewarb sich Dietrich erfolglos um die freie Stelle im Bistum Brandenburg.
Daraufhin begab er sich an den Hof König Karls von Böhmen. Von 1347 bis 1351 war er Weihbischof in Olmütz, sowie ab 1353 als Dietrich III. Bischof von Minden. Dem Bistum Minden konnte er allerdings nur wenig seiner Zeit widmen, weil ihn die Dienste bei seinem königlichen Herrn voll in Anspruch nahmen. Ihm war die Verwaltung des Finanzwesens im Königreich Böhmen übertragen worden. Aus eigenen Mitteln löste er verpfändete böhmische Güter für die Krone Böhmen ein und erhielt dafür die gesamten Einnahmen Böhmens.
Als Bevollmächtigter und Gesandter des Königs war er 1354/55 wegen der Kaiserkrönung bei Papst Innozenz VI. in Avignon. An der Krönung Karls zum Kaiser im Jahr 1355 hatte er damit wesentlichen Anteil und nahm so am Romzug Karl IV. teil. Als Dank für die erfolgreiche Arbeit wurde er vom König zum Propst von Vyšehrad und 1360 zum obersten Kanzler Böhmens und Fürst im königlich-böhmischen Rat befördert. Darüber hinaus bekam er Schloss Parkstein auf Lebenszeit zu Lehen. 1357 führte er den Feldzug des Kaisers gegen Albrecht Herzog von Bayern. Am 29. November schloss er mit Herzog Albrecht einen Waffenstillstand, der zum Jahreswechsel 1357/58 zum Frieden und zur Aufgabe aller Ansprüche Albrechts führte.

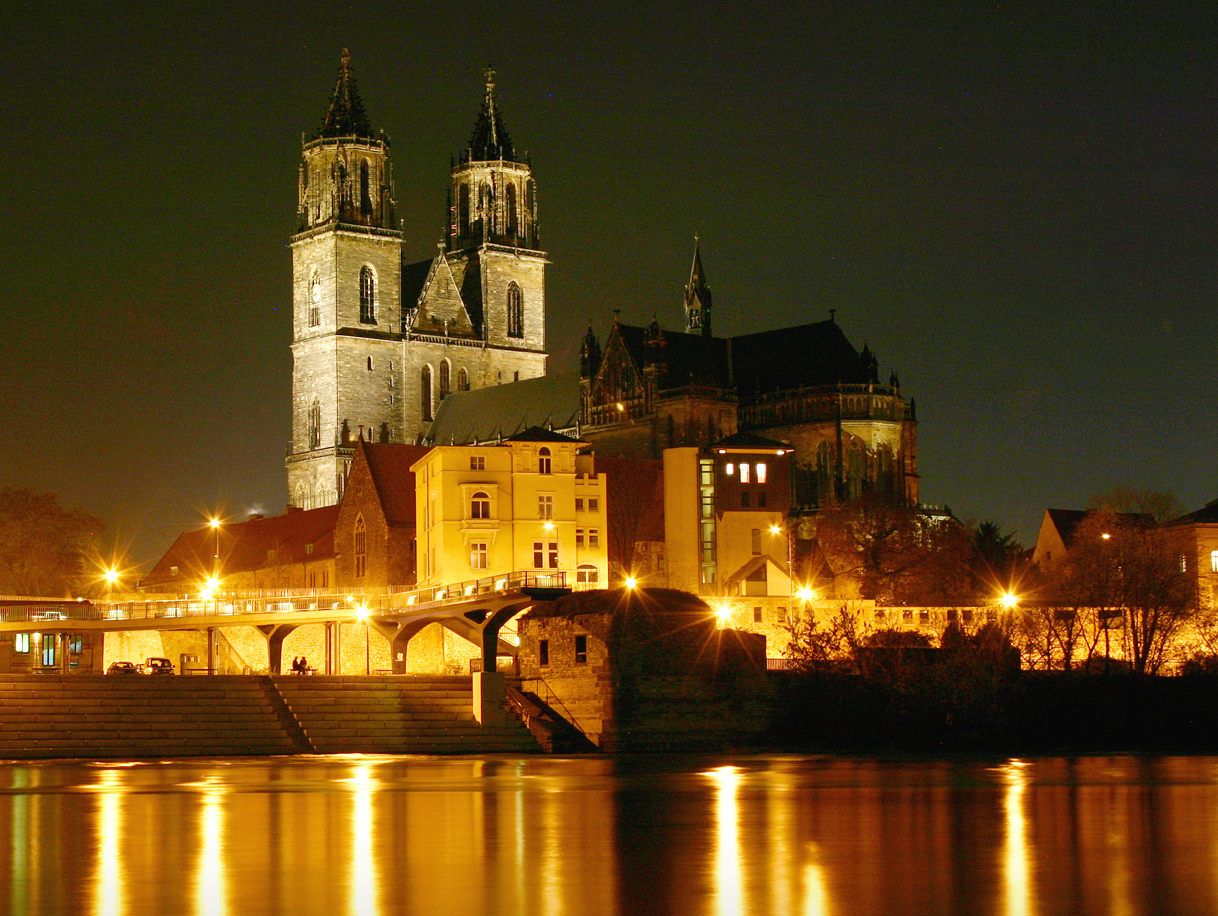
Magdeburger Dom

1361 wurde er auf Wunsch des Kaisers vom Papst gegen den Widerstand einiger Domherren zum Erzbischof von Magdeburg erhoben. So konnte er am 16. November feierlich in Magdeburg einziehen und die Huldigung des Volkes empfangen. Auch hier gehörte es zu seinen ersten Aufgaben, die zerrütteten Finanzen zu ordnen. Viele verpfändete Güter, Dörfer und sogar Schlösser und Städte kaufte er zurück und beendete den Bau der Domkirche zu Magdeburg. Am 13. Oktober 1363 fand die Einweihung im Beisein hoher geistlicher Würdenträger statt. In Böhmen hielt sich Portitz nur noch gelegentlich auf.
Eine Geißel jener Zeit war das ausufernde Räuber- und Fehdewesen, dem der Erzbischof entgegentrat. Er schloss 1362 mit den benachbarten Fürsten und Adligen ein Landfriedensbündnis, das sämtliche Beteiligte verpflichtete, die Friedensbrecher zu verfolgen. In seinem letzten Lebensjahr 1367 führte Dietrich einen unglücklichen Feldzug gegen den Bischof von Hildesheim, der Raubzüge in die Nachbarschaft unternommen hatte. Dietrich verbündete sich mit Herzog Magnus von Braunschweig und gemeinsam drangen sie mit ihrer Streitmacht bis in die Nähe von Hildesheim vor. Hier erfolgte der unerwartete Gegenangriff des Bischofs von Hildesheim und brachte ihnen in der Schlacht von Dinklar eine vollständige Niederlage bei. Eine größere Zahl an Rittern und Adligen fiel in die Hände der Sieger und musste gegen hohes Lösegeld freigekauft werden. Erzbischof Dietrich starb am 17. Dezember 1367.
Erzbischof Dietrich wurde gemäß seiner testamentarischen Verfügung hinter dem Hochaltar im Chor der Magdeburger Domkirche beigesetzt.

## Denkmal
Für die Berliner Siegesallee gestaltete Ludwig Cauer eine marmorne Büste Kagelwits als Nebenfigur der Denkmalgruppe 13 mit dem zentralen Standbild Kaiser Karl IV.

## Sonstiges

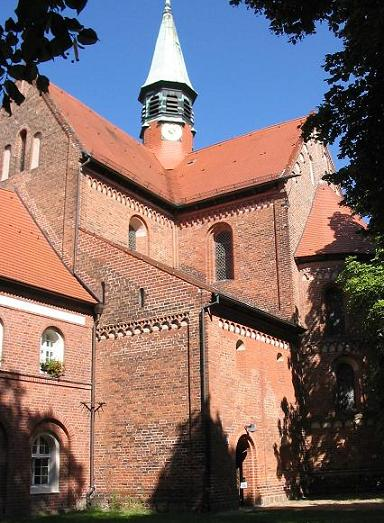
Kloster Lehnin

Der Schriftsteller Willibald Alexis gibt in seinem Roman Der Werwolf die Legende Dietrich Kagelwit und die Schweinsohren wieder. Danach setzte Kagelwit als Mönch im Kloster Lehnin dem rastenden und erschöpften Kaiser Karl IV. eine Suppenkreation mit Schweinsohren vor, die den Kaiser tief beeindruckte (siehe Kloster Lehnin).